# Matthias Withoos
Matthias o Matthijs Withoos, detto Calzetti o Calzetta bianca (Amersfoort, 1627 – Hoorn, 1703), è stato un pittore olandese del secolo d'oro.

## Biografia

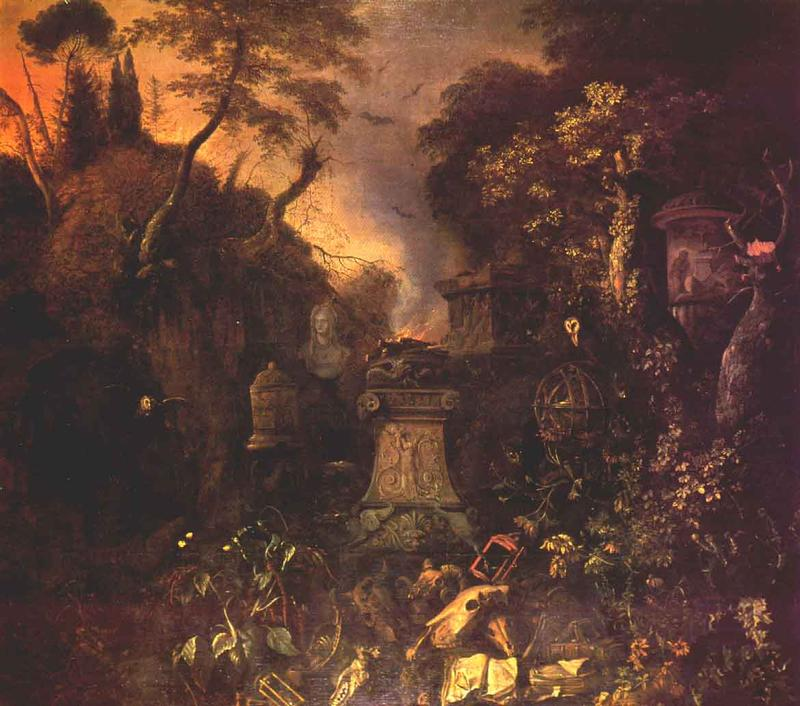
Paesaggio con cimitero di notte (1694)

Matthias Withoos nacque ad Amersfoort intorno al 1627, figlio maggiore di Jan Jansen Withoos, originario di Amersfoort.
Fu allievo di Otto Marseus van Schrieck e Jacob van Campen, presso la cui scuola per pittori a Randenbroeck studiò per sei anni, assieme a Hendrik Grauw, di Hoorn. L'amicizia del padre col van Campen gli facilitò l'ammissione a questa scuola.
Nel 1647 “Matis Janss Withoos” fu registrato presso la Gilda di San Luca ad Amersfoort.
Nel 1648 intraprese un viaggio in Italia assieme a van Schrieck, Hendrik Grauw, Paulus Bor jr e Willem van Aelst. Visse a Roma, dove divenne membro della Schildersbent, e in seguito a Firenze.
Tra i suoi mecenati italiani, il più importante fu il Cardinale Leopoldo de' Medici.
Nel 1653, Withoos fece ritorno ad Amersfoort, dove si specializzò in vedute della sua città nativa. Dal 1665 al 1672 fece parte della giunta comunale, fu responsabile dell'orfanotrofio dal 1670 al 1672 e sceriffo, acquisendo così una certa importanza dal punto di vista sociale nella sua città. 
Si sposò con Wendelina van Hoorn, con cui ebbe otto figli, quattro maschi e quattro femmine.
Nel 1672, in seguito all'occupazione francese di Amersfoort si trasferì ad Hoorn, dove rimase fino alla morte.
Negli ultimi anni della sua vita fu afflitto dalla gotta, che durava fino a tre/quattro mesi all'anno, gli toglieva l'uso delle mani e di conseguenza gli impediva di lavorare.
Durante l'arco della sua vita dipinse vari soggetti: paesaggi contenenti sia elementi tradizionali olandesi che italiani, vedute, vanitas, fiori, animali e sottoboschi ombrosi. In particolare amava dipingere composizioni simili a nature morte su uno sfondo di paesaggi panoramici, con primi piani di creature del sottobosco quali fiori selvaggi, insetti e rettili alla stregua del suo maestro Otto Marseus van Schrieck. Ritraeva pure vedute di porti e panorami di Amersfoort, tra cui anche dipinti della città con prospettiva a volo d'uccello come la Veduta di Amersfoort. Questo tipo di panorami non poteva essere visto dal pittore, ma era ottenuto combinando diverse viste dall'alto, da una collina, da una torre e dal campanile.

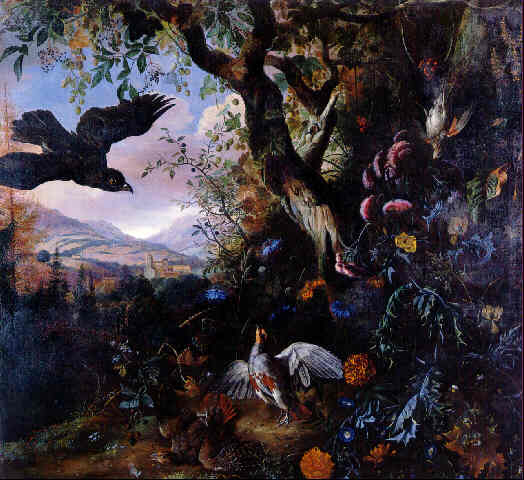
Paesaggio con uccelli, fiori e il sottobosco di un albero(1660)

Utilizzava colori freddi che contribuivano a creare un'atmosfera di mistero nei suoi dipinti e richiamavano la tecnica dei pittori veneziani del XVI secolo dello sfumato.
L'interesse di Withoos per l'architettura, la profondità e lo spazio probabilmente scaturiscono dall'influenza esercitata da Jacob van Campen, pittore ed architetto, mentre il suo stile resta distante da quello del maestro.
I suoi dipinti, estremamente ben rifiniti e con elementi naturali rappresentati in modo realistico, erano ben pagati (500-600 fiorini al pezzo) anche quando l'artista era ancora in vita.
Tra i suoi allievi spicca Gaspar van Wittel, che rese popolare la pittura vedutistica. Matthias rimase favorevolmente impressionato dall'abilità di van Wittel nel disegno, tanto da proporgli di sposare una delle sue figlie. Infatti a quel tempo era usuale legarsi agli allievi di maggior successo. Ciò era molto allettante per un giovane pittore, in particolare se anche la futura sposa aveva un qualche talento artistico, come Alida e Maria Withoos. Inoltre avrebbe potuto ottenere una facilitazione per associarsi alla Gilda. Comunque non se ne fece nulla, van Wittel rimase a Roma e sposò una donna italiana.
Withoos istruì nella pittura anche cinque dei suoi figli, che si specializzarono in nature morte, paesaggi e studi di insetti sia ad olio che ad acquerello: oltre a Alida e Maria, già citate, furono pittori anche Frans, Johannes, e Pieter.

## Opere
- Paesaggio con uccelli, fiori e il sottobosco di un albero, 1660
- Veduta di Amersfoort, olio su tela, 205 x 430 cm, 1671 c., Museum Flehite, Amersfoort[8]
- Paesaggio con un cimitero di notte, olio su tela, 1694, Musée des Beaux-Arts, Reims[9]
- Vista di un porto (De Grashaven)[10]
- Lontra in un paesaggio, olio su tela, Guernsey Museums & Galleries, Candie Gardens, Guernsey[11]
- Vanità delle Vanità, olio su tela, Museo Puškin, Mosca[12]
- Malvoni, rose, un fiore blu, un girasole, funghi con tageti in un'urna presso un albero, olio su tela, 156,8 x 137,2 cm[13]
- Un giardino botanico: in primo piano su una terrazza, da sinistra a destra, un'aloe, un'agave americana variegata, un'agave, un ananacomosus e un cereus, olio su tela, 155 x 113 cm[14]
- Capriccio del Foro Romano con l'Arco di Costantino e il Colosseo sullo sfondo, olio su tela, 98,1 x 135,4 cm[7]